# Willingen (Westerwald)

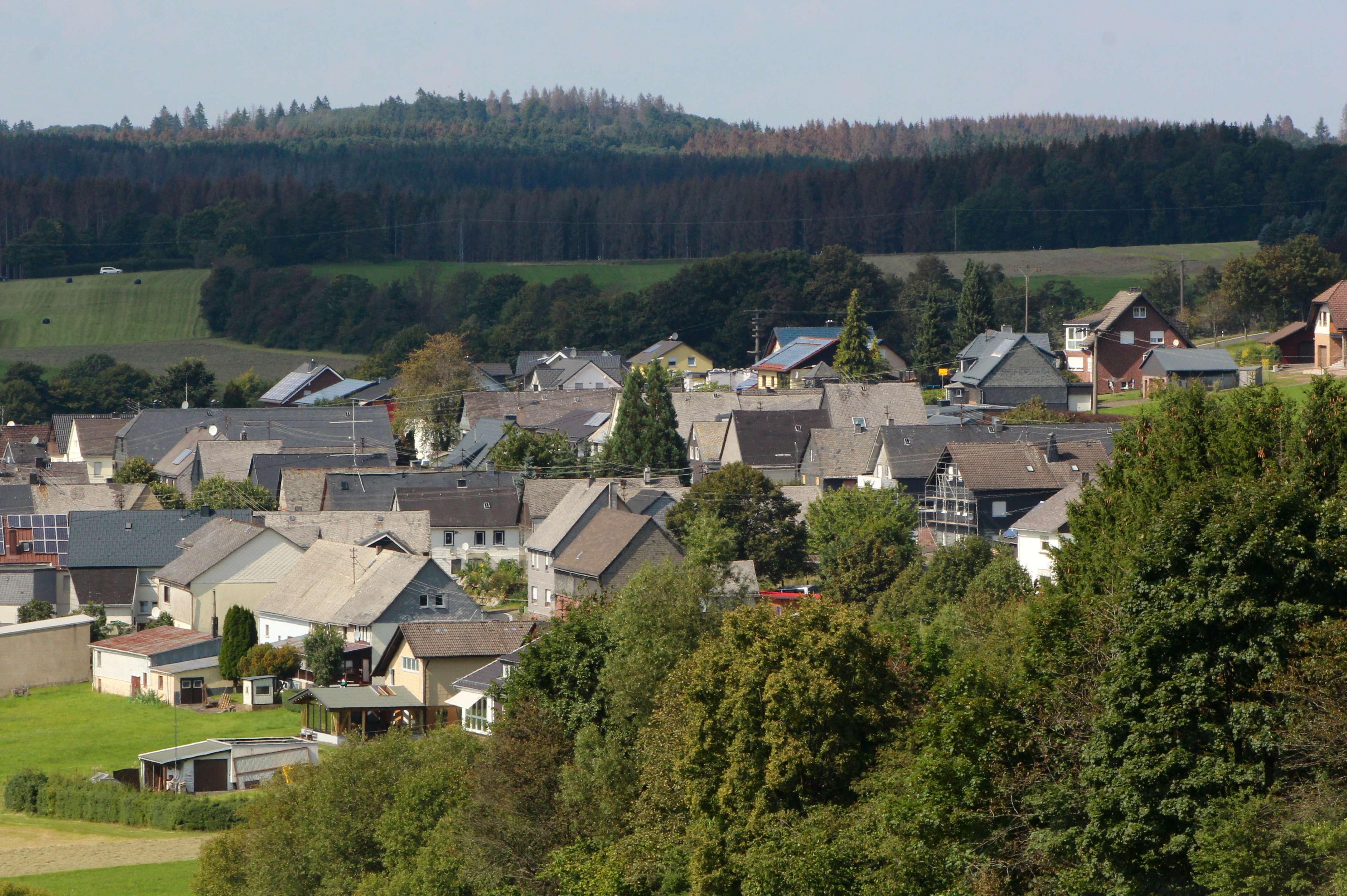
Ansicht von Willingen (2021)

Willingen ist eine Ortsgemeinde im Westerwaldkreis in Rheinland-Pfalz. Sie gehört der Verbandsgemeinde Rennerod an.

## Geographische Lage
Die Gemeinde liegt im Westerwald zwischen Siegen und Limburg an der Grenze zum Land Hessen. Im Ort entspringt die Nister, die nach 64 Kilometern in die Sieg mündet. Zum Ort gehört der höchste Berg des Westerwaldes, die Fuchskaute.

## Geschichte
Der Ort wurde im Jahr 1413 als Wildungen erstmals urkundlich erwähnt. Im Jahr 1440 wurde der Ort von Truppen der Grafen von Sayn in einer Auseinandersetzung mit Nassau-Beilstein angegriffen und zum Teil niedergebrannt, fiel aber anders als mehrere ähnlich behandelte Dörfer der Umgebung nicht wüst. Zu diesem Zeitpunkt muss der Ort bereits eine eigene Kapelle gehabt haben. In den 1770er Jahren erwarb die Gemeinde ein Haus als Schulhaus, das jedoch 1805 abbrannte. Am 13. September 1717 gab es einen Ortsbrand, der sieben Häuser und sechs Scheunen vernichtete. Am 4. Juli 1805 brannten 32 Häuser ab. Spätestens 1707 hatte Willingen einen Heimberger.
Die älteste überlieferte Einwohnerzahl nennt für 1562 13 Vogt- und drei Eigenleute im Ort. 1607 werden zwölf Mann genannt, 1650 neun Männer, acht Weiber und 20 Kinder. 1738 umfasste der Ort 31 Feuerstätten, 1782 waren es 251 Einwohner und 1818 264.
In der Umgebung Willingens befanden sich mehrere Dörfer, die inzwischen wüst gefallen sind: Brennfeld befand sich östlich von Willingen. Es wurde 1535 erstmals erwähnt und war spätestens 1562 wüst. Anfang des 17. Jahrhunderts stritten die Orte Willingen, Waldaubach, Möhrendorf und Waigandshain über die Nutzungsrechte der ehemals Brennfelder Wiesen. Der 1413 erstmals genannte und spätestens 1558 wüste Ort Manhausen muss sich ebenfalls nahe der heutigen Gemarkungsgrenzen zwischen Willingen, Möhrendorf und Waigandshain befunden haben, ebenso das 1511 erstmals genannte und 1535 bereits wüste Schmidthain, im Ursprung wohl Standort einer Waldschmiede. Katzenhausen befand sich rund 1,5 Kilometer nordöstlich von Willingen. 1403 wurde der Ort erstmals genannt.

## Politik

### Bürgermeister
Klaus Wehr wurde am 27. August 2018 Ortsbürgermeister von Willingen. Bei der Direktwahl am 26. Mai 2019 wurde er mit einem Stimmenanteil von 93,57 % für weitere fünf Jahre in seinem Amt bestätigt. Er wurde im Juni 2024 wiedergewählt.
Wehrs Vorgänger Martin Jumel hatte sein Amt mit Wirkung zum 1. April 2018 niedergelegt. Klaus Wehr führte nachfolgend als Erster Beigeordneter bereits die Amtsgeschäfte weiter, bevor er vom Rat im August 2018 zum Ortsbürgermeister gewählt wurde.

### Wappen
| Wappen von Willingen | Blasonierung: „Unter grünem Bogenschildhaupt, darin zwei goldene Arnikablüten, in Gold ein halber, steigender, blauer Wellenkeil, erhöht um ein goldgefugtes, schwarzes Gewölbe.“ |
| Wappen von Willingen | Wappenbegründung: Das Gewölbe mit dem zum unteren Schildrand sich weitenden Wellenkeil stellt die Nisterquelle mit der ausfließenden Nister auf der Fuchskaute dar.               |

## Wirtschaft und Infrastruktur

### Wirtschaft
Trotz der geringeren Größe des Ortes gibt es mehrere Gewerbebetriebe. So befindet sich eine Sargfabrik in Willingen, es gibt ein Heimatcafé, einen Elektroinstallationsbetrieb, einen Reifenhandel, einen metallverarbeitenden Betrieb und einen Holzbaubetrieb.

### Verkehr
- In unmittelbarer Nähe des Ortes kreuzen sich die Bundesstraßen 54, die Limburg an der Lahn mit Siegen verbindet, und die 414, die von Hohenroth nach Hachenburg führt.
- Die nächste Autobahnanschlussstelle ist Haiger/Burbach an der A 45 (Dortmund–Frankfurt am Main), etwa zehn Kilometer entfernt.
- Der nächstgelegene ICE-Halt ist der Bahnhof Montabaur an der Schnellfahrstrecke Köln–Rhein/Main.